# Sorry 4 What
Sorry 4 What è il settimo album in studio del cantante e rapper canadese Tory Lanez, pubblicato nel 2022.

## Tracce
1. Sorry 4 What? // LV Belt – 2:34
2. Bad Bitches Wrk @ Taboo – 2:57
3. Where 2 Start – 4:14
4. Sex Songs – 4:22
5. Hennessy Memories – 3:22
6. Not Tricking // Black Keys – 4:11
7. Y.D.S. // Iggy DelDia – 4:02
8. This Ain't Working – 4:11
9. Hurting Me – 2:44
10. Why Did I – 2:25
11. No More Parties in LA – 3:58
12. Anymore // Fuck Boy Intentions – 7:34
13. Red Casamigos – 2:52
14. Understand – 4:19
15. Casa-Freak-Hoes – 3:37
16. Role Call (featuring A Boogie wit da Hoodie) – 2:54
17. Rare L – 3:57
18. Albany Bahamas – 3:37
19. Collection (featuring Yoko Gold) – 3:45
20. The Vent – 4:05